# Johannes Steenbock
Johannes (Hans) Steenbock (* 8. Dezember 1894 in Burg auf Fehmarn; † 19. September 1974) war ein deutscher Konteradmiral (Ing.) der Kriegsmarine.

## Leben
Johannes Steenbock trat im November 1913 in die Kaiserliche Marine ein. Bis September 1917 diente er auf der Oldenburg. Zum 28. September 1917 wurde er zum Marine-Ingenieuraspiranten ernannt. Bis Kriegsende war er bei der U-Boot-Abteilung. Ende März 1919 wurde er aus der Marine verabschiedet. Am 2. Februar 1920 erhielt er den Charakter als Leutnant (Ing.) verliehen.
Am 1. April 1936 wurde er als Ergänzungsoffizier zum Korvettenkapitän (Ing.) befördert und war ein der Wehrwirtschaftsinspektion I in Königsberg eingesetzt. Ab Mai 1938 war er als Fregattenkapitän (Ing.) bis Februar 1944 Leiter der Wehrwirtschaftsstelle, später Rüstungskommando Essen. 1942 wurde er in dieser Position zum Kapitän zur See (Ing.) und wurde anschließend bis Kriegsende Inspekteur der Rüstungsinspektion Hannover. Am 1. August 1944 erfolgte seine Beförderung zum Konteradmiral (Ing.).
Nach dem Krieg kam er in Kriegsgefangenschaft, aus welcher er am 28. Mai 1947 entlassen wurde.